# Calyptothecium recurvulum
Calyptothecium recurvulum är en bladmossart som beskrevs av Brotherus in Thériot 1904. Calyptothecium recurvulum ingår i släktet Calyptothecium och familjen Pterobryaceae. Inga underarter finns listade i Catalogue of Life.